# Cemento magnesicico
Il cemento magnesicico o cemento Sorel è un legante aereo utilizzato soprattutto per sottofondi di pavimenti  o come legante per materiali ceramici. Prende il nome dal chimico e inventore francese Stanislas Sorel che per primo lo realizzò.
Il materiale di partenza è il carbonato di magnesio (MgCO3) che cotto a 500 °C produce ossido di magnesio (MgO) ed anidride carbonica liberata nell'aria.
 MgCO3 → MgO + CO2 
Per quanto riguarda l'impasto e la messa in opera, l'ossido di magnesio viene impastato con acqua e cloruro di magnesio (MgCl2) per produrre il cloruro basico di magnesio (Mg(OH)Cl):
 MgO + MgCl2 + H2O → 2Mg(OH)Cl 

Il cemento magnesicico non resiste all'azione prolungata dell'acqua in quanto libererebbe acido cloridrico (HCl). Si avrebbe infatti:
Mg(OH)Cl + H2O → Mg(OH)2 + HCl 